# Прва футсал лига Србије
Прва футсал лига Србије је назив прве лиге Републике Србије у футсалу. Лигом управља Фудбалски савез Србије. Прва футсал лига је формирана 2006. године након распада заједничке државе Србије и Црне Горе и расформирања бивше Прве футсал лиге Србије и Црне Горе.
Лига броји 10 клубова. Нижи ранг такмичења је Друга лига Србије са 12 клубова, следећи ранг је Трећа футсал лига која има четири групе истог нивоа: Београд, Запад, Исток и Војводина.

## Клубови у сезони 2021/22.
У сезони 2021/22. ће учествовати следећих 10 екипа:
| Клуб             | Место      |
| ---------------- | ---------- |
| Винтер спорт     | Ниш        |
| Врање            | Врање      |
| Бечеј 2003       | Бечеј      |
| Коњарник         | Београд    |
| Ивањица          | Ивањица    |
| Калча            | Ниш        |
| Лозница Град     | Лозница    |
| Нови Пазар       | Нови Пазар |
| ФОН              | Београд    |
| Земун Само Право | Београд    |

## Прваци
У прве три сезоне се након регуларног дела сезоне играо плеј-оф по систему испадања, а који је почињао четвртфиналом 
и завршавао финалом, у којем се играло на две победе. Од сезоне 2009/10. четири првопласиране екипе из регуларног дела сезоне формирају мини-лигу где по двоструком лига систему одлучују о прваку, док од сезоне 2012/13. у плеј-оф пролази шест првопласираних клубова.
| Сезона   | Првак                     | Вицепрвак                | Плеј-оф1            |
| 2006/07. | Марбо, Београд (1)        | Економац, Крагујевац     | 2:0 (5:2, 6:2)      |
| 2007/08. | Економац, Крагујевац (1)  | Лиман, Нови Сад          | 2:0 (7:3, 5:3)      |
| 2008/09. | Колубара, Лазаревац (1)   | Економац, Крагујевац     | 2:0 (2:1, 11:102)   |
| 2009/10. | Економац, Крагујевац (2)  | Коперникус, Ниш          | –                   |
| 2010/11. | Економац, Крагујевац (3)  | Марбо, Београд           | –                   |
| 2011/12. | Економац, Крагујевац (4)  | Марбо, Београд           | –                   |
| 2012/13. | Економац, Крагујевац (5)  | Марбо, Београд           | –                   |
| 2013/14. | Економац, Крагујевац (6)  | САС, Зрењанин            | –                   |
| 2014/15. | Економац, Крагујевац (7)  | Бечеј, Бечеј             | 2:0 (3:0, 2:0)      |
| 2015/16. | Економац, Крагујевац (8)  | Деус, Сремска Митровица  | –                   |
| 2016/17. | Економац, Крагујевац (9)  | Еуро Мотус, Београд      | –                   |
| 2017/18. | Економац, Крагујевац (10) | Нова Пазова, Нова Пазова | 2:0 (6:1, 2:1)      |
| 2018/19. | Економац, Крагујевац (11) | Нови Пазар, Нови Пазар   | 2:1 (3:0, 3:5, 8:2) |

Напомене:
1 Резултат финала плеј-офа; у загради се налазе резултати финалних утакмица.
2 Регуларни део меча завршен резултатом 5:5, 11:10 након пенала.

### Успешност клубова
| Пласман | Клуб           | Првак                                                               | Вицепрвак          |
| ------- | -------------- | ------------------------------------------------------------------- | ------------------ |
| 1.      | Економац       | 11 2008, 2010, 2011, 2012, 2013, 2014, 2015, 2016, 2017, 2018, 2019 | 2 2007, 2009       |
| 2.      | Марбо          | 1 2007                                                              | 3 2011, 2012, 2013 |
| 3.      | Колубара       | 1 2009                                                              | —                  |
| 4.      | Лиман Нови Сад | —                                                                   | 1 2008             |
| 4.      | Коперникус Ниш | —                                                                   | 1 2010             |
| 4.      | САС Зрењанин   | —                                                                   | 1 2014             |
| 4.      | Бечеј          | —                                                                   | 1 2015             |
| 4.      | Деус           | —                                                                   | 1 2016             |
| 4.      | Еуро Мотус     | —                                                                   | 1 2017             |
| 4.      | Нова Пазова    | —                                                                   | 1 2018             |
| 4.      | Нови Пазар     | —                                                                   | 1 2019             |